# داني كاس
داني كاس (بالإنجليزية: Danny Kass)‏ هو متزلج على الثلوج أمريكي، ولد في 21 سبتمبر 1982 في Pequannock Township, New Jersey ‏ في الولايات المتحدة.

## وصلات خارجية
- داني كاس على موقع الاتحاد الدولي للتزلج (ركوب لوح الثلج) (الإنجليزية)
- داني كاس على موقع أوليمبيديا (الإنجليزية)